# نهر عفرين
نهر عفرين طوله 139كم ينبع من أقدام جبال طوروس في الأقاليم السورية الشمالية ويسير في محافظة حلب بطول 55كم والباقي في تركيا 65كم وفي لواء اسكندرون المتنازع عليه 30 كم ينبع من جبل صواف داغ ويرفده نبع قطمة وباسوطة.

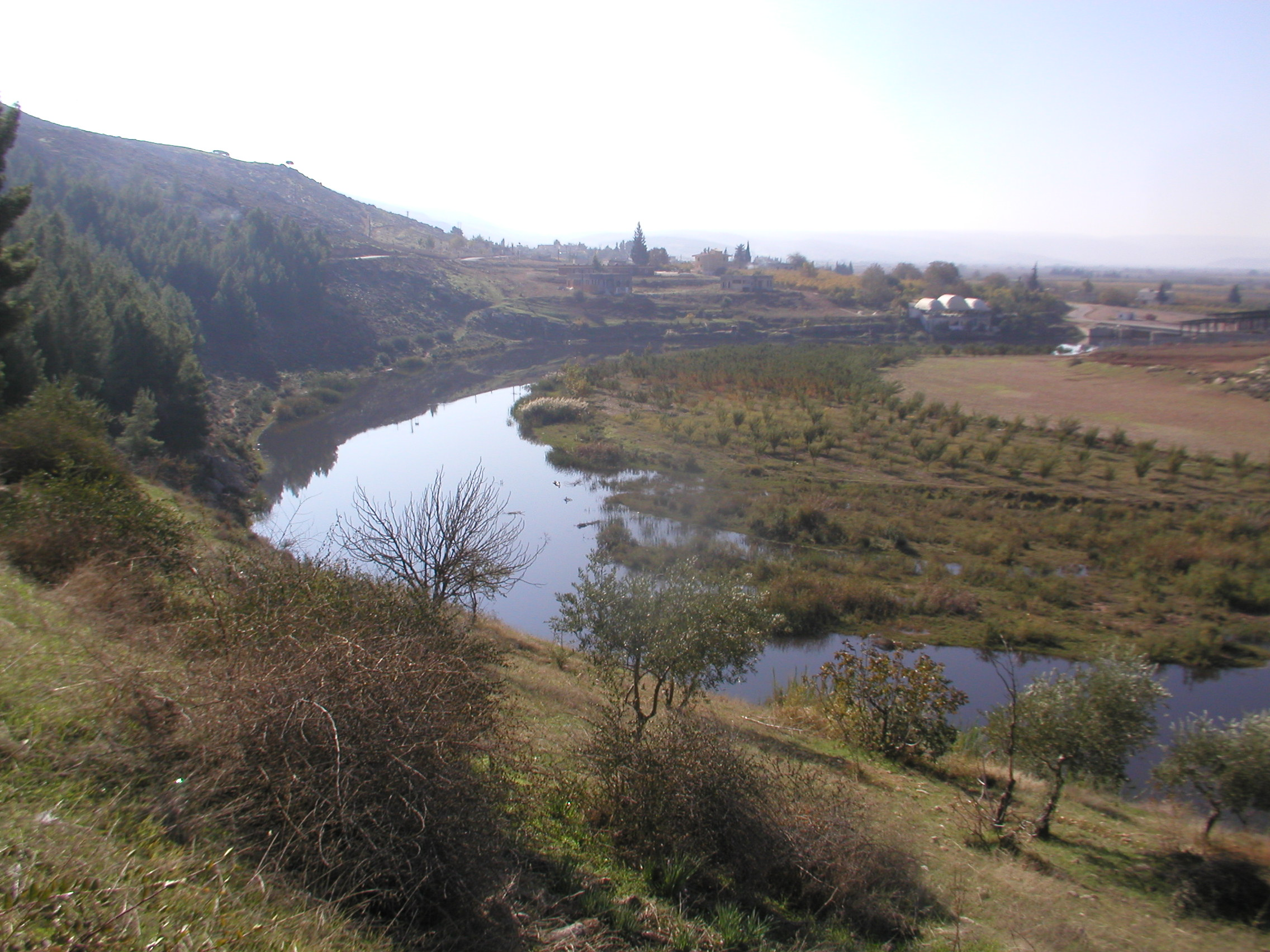
نهر عفرين جنوب الباسوطة. لون المياه الأسود ناتج عن إلقاء ماء الجفت في النهر خلال موسم عصر الزيتون

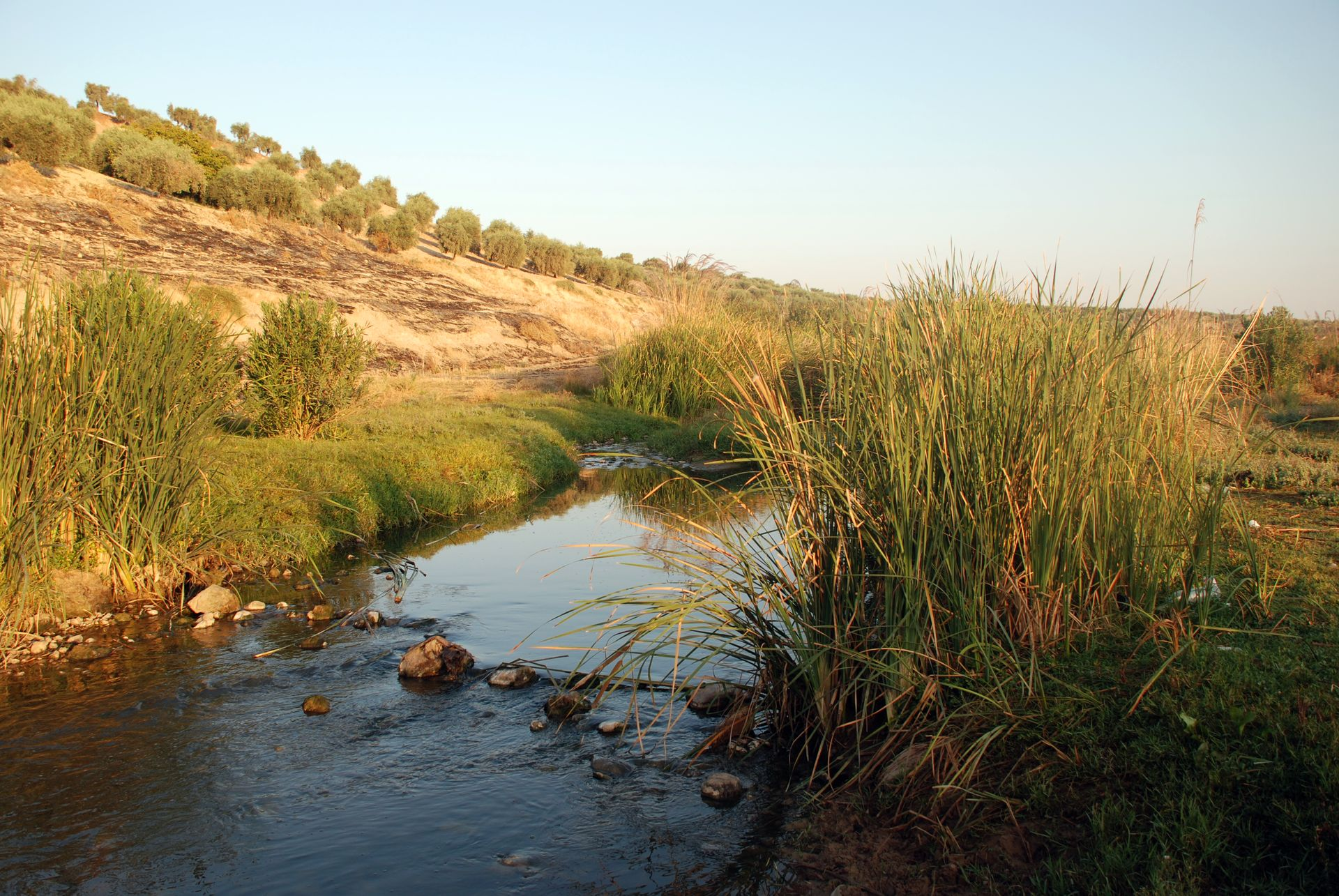
نهر عفرين

## الاسم
وجد الاسم الحالي لعفرين، في أربعة مراجع تاريخية، هي :
- -كتاب تاريخ حلب – العضيمي، صفحة أحداث سنة 478هـ.
- -وصبح الأعشى للقلقشندي، ص57.
- -الدر المنتخب لابن الشحنة، ص167.
- - معجم البلدان، القسم الثاني ص180. وبه يكون أقدم ذكر لاسم عفرين في المصادر التاريخية الإسلامية يعود إلى عام 1086م.

أما سترابون المؤرخ اليوناني الشهير في القرن الأول قبل الميلاد، فقد ذكر اسم نهر عفرين على شكل ((آبريه)) (Aprie).
وفي سنة 401ق.م، حينما اجتاز المؤرخ والقائد اليوناني كزينفون سهل العمق إلى الفرات، دون في كتابه أناباسيس، الصفحة 55 اسم نهر كالوس أو خالوس، وحسب تسلسل ذكره للأنهار التي اجتازها فيما بين سهل العمق والفرات، ومواصفات النهر، وذكره لتقديس سكان المنطقة للأسماك الموجودة فيه، بعض المؤرخين المعاصرين من أمثال ((رولان تفنان))، ويعقوب منصور أفرام، الذين يرجحان أن نهر كالوس هو نهر عفرين، ولكن أيّا من تلك المصادر القديمة لم يتطرق إلى معنى اسم (عفرين) وأصله،
1– يلفظ كبار السن من سكان القرى الجبلية في كردداغ اسم عفرين بهذا الشكل: عَفْرانْ، ولدى سؤالهم عن معنى كلمة /عفران/، أفادوا بأنها تشير إلى بقايا النبات والأوحال والزبد التي تطفو على سطح النهر أثناء فيضانه. أما كلمة عفران واشتقاقاتها فهي دارجة كثيراً في اللغة الكردية، مثل عفارة البيدر: وهو القسم المتبقى من الحب المختلط بالشوائب والأتربة. وتعني أيضا بقايا الثمر أو الحصيد المختلط بالأتربة والأعشاب.
عدا عن ذلك، فإن (رْوينْ) Riwîn في الكردية، هو اللون الترابي المائل إلى الأحمر، فيقال(بيزينا روين) (العنزة ذات اللون الأحمر الترابي، أو ذات الأذن الأحمر الترابي)، ويقال أيضا(افا روين) (الماء ذات اللون الأحمر الترابي)، وبدمج الكلمتين (الاسم والصفة، وهذا جائز في اللغة الكردية)، يتشكل اسم جديد، وهو (آفا رْوين)، وبحذف حرف (a)، وهذا جائز في اللغة الكردية في هذه الحالة، نحصل على اسم جديد هو Avriwîn ثم آفرين وعفرين (لعدم وجود حرف الـ (ع) في اللغة الكردية) بمعنى الماء العكر المختلط بالتراب ذا اللون الأحمر الترابي.
وفي القاموس الوسيط في اللغة العربية جاء في حقل عَفِرَ وعَفّرَ: يعني خالطه بما يخالف لونه، واعتَفَرَ الشيء أي خالطه بالتراب، ويلاحظ أن هناك اقتراباً في معنى كلمة عفران وعفارة في كلا اللغتين الكردية والعربية. كما جاء في لسان العرب: عِفِرّين = مأسدة، وقيل هو الأسد. وقيل لكل قوي: ليث عِفِرّين. أما خيرالدين. الأسدي فيقول أن كلمة عفرين يعني التراب، وينقل عن الأب شلحت: بأنها تعني الغبار، [ج5، ص413].
2 – آفرين : وهي كلمة كردية تعني الخلق والعطاء. ونهر عفرين بمياهه المتدفقة وسط السهول، كان ولا يزال، مبعثاً للحياة والعطاء، وتنتشر على أطرافه مئات القرى العامرة، مثلما تجسم على ضفافه أطلال عشرات المدن والقرى والحصون البائدة، فلا عجب أن أطلق عليه الكرد صفة مانح الحياة والخصب، مثلما يسمون المرأة بـ (آفره ت)، أي المبدعة المانحة للحياة.
3- التسمية الآشورية وتسمية سترابون للنهر: في كتابه السادس عشر، الفصل الثاني، المقطع الثامن ذكر المؤرخ اليونانيسترابون اسم نهر عفرين ب(اوينوباراس)، وجاء في نص آشوري يعود إلى سنة 876 ق.م، " أن نهر (آبري) (عفرين) يروي سهل (باتان) (جومه)"، وقد أجمع المؤرخون على أن هذه الكلمة ما هي إلا القديمة، وهي من أصل ليسني إحدى أقدم اللغات الهند أوربية في الأناضول، حيث تأثرت بها اللهجات اليونانية، وشكل الكلمة الليسي هو:. و Ap تعني الماء في اللغات الآرية القديمة ومنها الكردية. والأكراد حسب لهجاتهم يبدلون الحرف (P) بـ (V) في الكرمانجية، فيصبح (آف)AV، وفي الكرمانجية الجنوبية يبدلونها بـ W ويصبح (آو) Aw. أما في شبه القارة الهندية، فقد بقيت كلمة الماء على حالها، ولم تتبدل، وظلت تلفظ Ab أو Ap، فكلمة (بنجاب)، وهو اسم إقليم واسع في شبه القارة الهندية، تتألف من مقطعين:Pênc خمسة، وAp = ماء، أي خمسة مياه. ولعدم وجود حرف (P) في اللغة العربية تستبدل أحيانا بـ (ف) مثلما تستبدل الألف بحرف (ع) فيصبح المقطع كله (عف) بدلا من (Ap، آب، آف).
أما المقطعre- فهو في الكردية يعني طريق أو سبيل ومجرى للماء، والمقطع Le قريب من كلمة Lehî (سيل) الكردية. وهكذا يمكن أن يكتب الاسم على شكل (عفري) أو (عفرين)، ويعني (طريق الماء) أو (مجرى الماء) أو (مسيل الماء).
ونحن نرجح هذا الرأي الأخير.
4- وهناك رأي آخر يقول: إن الرعاة وأصحاب المواشي قديما، كانوا يقولون بأن (ماء نهر عفرين، مدهن، أو مُدْسِم، أي فيه دسم)، لأنه حينما كانت المواشي تشرب من ماء النهر كان سمن الحليب يزداد، وبالكردية يقال افا رون، ومن غير المستبعد أن يكون الاسمان اف الماء، و السمن، قد أدغمتا مع الزمن، وشكلا اسما جديدا هو افرون، وهي كلمة أقرب من حيث اللفظ من الاسم الحالي للنهر، ومن رواية المسنين.
أما سبب اختلاف اسم النهر ما بين (كالوس) في عام 401ق.م، ابريه في القرن الأول ق.م، فنعتقد أن ذلك عائد إلى تبدل الأسماء الجغرافية باختلاف اللغات والشعوب. فالأكراد مثلاً يشيرون إلى نهر دجلة بـ (الماء الكبير) ، واسمه القديم يلفظ على شكل (تيغريس). والأتراك كانوا يسمون نهر قويق بـ (جدول حلب) .
5-جنديرس :يلفظ حاليا على شكل (جنديرس). وتتباين الآراء والأقوال حول معنى اسم جنديرس، فمنهم من يقول أنه اسم مركب من كلمتين الأولى: جند، وهو تقسيم عسكري و(إيرس) قائد روماني. أي جند القائد الروماني إيرس (المعجم الجغرافي السوري).
وآخرون يعتقدون أن جنديرس هو اسم الراهب، وقد بنى (استريوس) تلميذ (جوليان سابا) معبدا في جنديرس تكريما للراهب (جنداروس) في الربع الأول من القرن الرابع للميلاد، وهو أقدم معبد في إنطاكية، أما سكان جنديرس فيقولون أن للاسم رواية مفادها: أن أحد حكامها قديماً كلف سكانها بنقل التراب إلى التل الموجود بجوار البلدة، وحدد لكل عائلة مقداراً منه، فاستمر ذلك العمل الشاق مدة طويلة أرهقت الناس، وبعثت الخراب في القرية حتى سميت بقرية ((جان ديرس)) و((جان)) في الكردية تعني الجسد أو الروح أما ((ديرس)) فمعناها الموت والخراب. وبذلك تكون التسمية كردية وذات رواية تاريخية. ولا يزال يقال في جنديرس بأن العائلة الفلانية مديونة بكذا حمل من التراب.
والباحث مامد جمو (أن المؤرخ اليوناني (سترابون) ذكر اسم جنديرس في المقطع الثامن والفصل الثاني من كتابه السادس عشر بالكلمة التالية: سينداروس، وقد أجمع المؤرخون أنها كلمة (كان دا الوا)) القديمة، وهي من أصل ليسي Lycien، إحدى اللغات الهند – أوربية في الأناضول، وشكلها الليسي هو La (a) Knt، ونراها تحت شكل هانتاراس المذكور من قبل الملك الحثي هاثوشيلي الأول، وبشكل ((كوندالوس)) و((Koundalis)) عند الكارييين وهم شعب أناضولي من أصل هندو أوربي، وبذلك يكون الاسم سابق للميلاد بقرون عديدة.